# Regis Prograis
Regis Prograis (Nova Orleães, 24 de janeiro de 1989) é um norte-americano boxeador profissional. Ele deteve o título de super leve da Associação Mundial de Boxe (WBA) em 2019 e o título de super leve do Conselho Mundial de Boxe (WBC) de 2022 a 2023. A partir de novembro de 2023, ele é classificado como o segundo melhor super leve ativo do mundo pelo Transnational Boxing Rankings Board, e o terceiro pela BoxRec e pela revista The Ring.
Prograis escolheu seu apelido, "Rougarou", que em francês da Louisiana significa 'lobisomem', para homenagear seu avô, que é de descendência indígena.

## Carreira amadora
Prograis é descendente de Crioulos da Luisiana e originalmente de Nova Orleans. O Furacão Katrina o forçou a se mudar em 2005 para Houston, Texas, onde começou a treinar no Savannah Boxing Club ao lado de Evander Holyfield, o que foi um fator chave para motivá-lo a levar o boxe a sério. Ele construiu um recorde amador de 87-7. Como amador, Prograis foi classificado como o número 4 nos Estados Unidos, campeão mundial Ringside em 2009, campeão nacional HORN em 2010, venceu os Golden Gloves regionais e competiu nas seletivas olímpicas de 2012 antes de se tornar profissional em 2012.

## Carreira profissional

### Início de carreira
Desde que se tornou profissional, Prograis lutou no Barclays Center no Brooklyn, no card preliminar da luta entre Keith Thurman e Shawn Porter, que foi o primeiro evento de boxe em horário nobre transmitido pela CBS em mais de 40 anos. Em 2015, ele foi reconhecido pela ESPN como um candidato a Prospecto do Ano. O USA Today e o Yahoo Sports reconheceram Prograis como um legítimo candidato ao título mundial. Prograis é representado pelo promotor de boxe Lou DiBella.

### World Boxing Super Series

#### Prograis vs. Flanagan
Em 13 de julho de 2018, foi anunciado que Prograis seria um dos oito boxeadores a participar da World Boxing Super Series na categoria peso leve. Como o lutador melhor classificado, ele pôde escolher o ex-campeão dos leves da WBO, Terry Flanagan, como seu primeiro oponente. A luta de abertura do torneio aconteceu na Lakefront Arena em New Orleans, Louisiana, em 27 de outubro de 2018. Prograis venceu a luta por decisão unânime com pontuações de 117-110, 118-109 e 119-108. Ele derrubou Flanagan com um gancho no oitavo round, no que foi a única queda da luta.

### Campeão meio-médio leve da WBA

#### Prograis vs. Relikh
Prograis enfrentou o campeão super leve da WBA, Kiryl Relikh, nas semifinais do torneio, que aconteceram no Cajundome em Lafayette, Louisiana, em 27 de abril de 2019. Apesar de ser o campeão, Relikh entrou na luta como um grande azarão. Prograis justificou seu papel como favorito e venceu a luta por nocaute no sexto round. Ele havia vencido todos os rounds até aquele ponto com todos os três juízes dando a ele uma vantagem de 50-44 no momento da interrupção.

#### Prograis vs. Josh Taylor
Na final, que ocorreu em 26 de outubro de 2019 na The O2 Arena em Londres, Inglaterra, Prograis enfrentou o campeão super leve da IBF e da The Ring, Josh Taylor. As previsões antes da luta estavam divididas, já que ambos os lutadores estavam invictos em suas carreiras profissionais e eram campeões mundiais em seus melhores momentos. Taylor venceu a luta por decisão majoritária. Dois juízes marcaram a luta 117–112 e 115–113 a favor do escocês, enquanto o único juiz restante marcou um empate de 114-114.

### Campeão dos meio-médios leves do WBC
Prograis enfrentou o invicto Juan Heraldez em 31 de outubro de 2020, no card preliminar da luta entre Gervonta Davis e Leo Santa Cruz. Ele venceu a luta por nocaute técnico no terceiro round. Prograis derrubou seu oponente com um golpe reto de esquerda no início do round final e finalizou com uma série de socos aos 1:23 minutos. Prograis enfrentou Ivan Redkach no card preliminar da luta entre Jake Paul e Ben Askren em 17 de abril de 2021. A luta foi interrompida no sexto round devido a um golpe baixo acidental que deixou Redkach incapaz de continuar competindo. Prograis venceu por decisão técnica com duas pontuações de 60–54 e uma pontuação de 59–54. No entanto, o resultado foi imediatamente revertido, pois as regulamentações da Geórgia declaram que um boxeador que não puder continuar após ser atingido por um golpe baixo não intencional deve ser declarado perdedor por nocaute técnico. Sua terceira e última luta sem título, antes de fazer sua segunda tentativa de conquistar um título mundial, ocorreu em 19 de março de 2022, contra Tyrone McKenna. Prograis venceu a luta por nocaute técnico no sexto round.

#### Prograis vs. Zepeda
Em 22 de julho de 2022, o desafiante obrigatório ao título de peso meio-médio leve do WBC, Jose Ramirez, foi convocado para enfrentar o segundo colocado do ranking da organização, Jose Zepeda, pelo título vago. Ramirez retirou-se das negociações em 1º de agosto devido a um conflito com seu casamento em outubro e foi substituído por Prograis. Como eles não conseguiram chegar a um acordo dentro do período de negociação de 30 dias, foi chamado um leilão de bolsa, que foi vencido pela recém-formada empresa de promoção MarvNation com um lance de US$2,4 milhões. A luta pelo título vago aconteceu no Dignity Health Sports Park em Carson, Califórnia, e foi transmitida como pay-per-view. Prograis venceu a luta por nocaute no décimo primeiro round. Ele estava à frente na pontuação dos juízes com 98–92, 98–92 e 97–93 no momento da interrupção. O novo campeão havia desferido 156 golpes contra 66 de Zepeda, e 75 golpes potentes contra 31 de Zepeda. Ambos os lutadores ganharam uma bolsa garantida de US$1.080.000, com Prograis recebendo um bônus adicional de US$240.000.

#### Prograis vs. Zorrilla
Prograis deveria fazer sua primeira defesa do título de peso meio-médio leve do WBC contra Liam Paro no evento principal de um card transmitido pela DAZN, que ocorreria em 17 de junho de 2023, no Smoothie King Center em Nova Orleans, Louisiana. Paro se retirou da luta devido a uma lesão em 18 de maio. Ele foi substituído por Danielito Zorrilla. Prograis manteve o título por decisão dividida. Os juízes Ray Corona e Robert Tapper marcaram a luta 117–110 e 118–109 a seu favor, respectivamente, enquanto o juiz Craig Metcalfe marcou 114–113 para Zorrilla. Ele conseguiu derrubar o desafiante com um golpe de esquerda um minuto no terceiro round, embora não tenha conseguido finalizá-lo.

#### Prograis vs. Haney
Em 28 de julho de 2023, a ESPN relatou que Prograis faria sua segunda defesa do título WBC contra o então campeão mundial indiscutível peso leve, Devin Haney. O WBC concedeu permissão para a luta em 1 de agosto de 2023, apesar da divisão no voto do Conselho de Donos da entidade. Em 26 de setembro de 2023, a luta foi oficialmente anunciada para 10 de dezembro de 2023, no Chase Center em San Francisco, Califórnia. Prograis perdeu para Haney por decisão unânime, após ser derrubado no terceiro round.

#### Prograis vs. Catterall
Prograis está programado para enfrentar Jack Catterall em uma luta de peso meio-médio de 12 rounds no Co-op Live em Manchester, Inglaterra, em 24 de agosto de 2024.

## Recorde do boxe profissional
| No. | Resultado | Recorde | Oponente            | Tipo | Round, tempo  | Data                    | Local                                                       | Notas                                                                                             |
| --- | --------- | ------- | ------------------- | ---- | ------------- | ----------------------- | ----------------------------------------------------------- | ------------------------------------------------------------------------------------------------- |
| 31  | Loss      | 29–2    | Devin Haney         | UD   | 12            | 9 de dezembro de 2023   | Chase Center, San Francisco, California, U.S.               | Perdeu o cinturão da WBC                                                                          |
| 30  | Win       | 29–1    | Danielito Zorrilla  | SD   | 12            | 17 de junho de 2023     | Smoothie King Center, New Orleans, Louisiana, U.S.          | Manteve o cinturão da WBC                                                                         |
| 29  | Win       | 28–1    | Jose Zepeda         | KO   | 11 (12), 0:59 | 26 de novembro de 2022  | Dignity Health Sports Park, Carson, California, U.S.        | Ganhou o cinturão vago da WBC                                                                     |
| 28  | Win       | 27–1    | Tyrone McKenna      | TKO  | 6 (10), 1:40  | 19 de março de 2022     | Aviation Club Tennis Centre, Dubai, Emirados Árabes Unidos  |                                                                                                   |
| 27  | Win       | 26–1    | Ivan Redkach        | TKO  | 6 (10), 1:21  | 17 de abril de 2021     | Mercedes-Benz Stadium, Atlanta, Geórgia, U.S.               | Originalmente TD, depois mudado para TKO.                                                         |
| 26  | Win       | 25–1    | Juan Heraldez       | TKO  | 3 (10), 1:23  | 31 de outubro de 2020   | Alamodome, San Antonio, Texas, U.S.                         |                                                                                                   |
| 25  | Loss      | 24–1    | Josh Taylor         | MD   | 12            | 26 de outubro de 2019   | The O2 Arena, London, Inglaterra                            | Perdeu o cinturão da WBA Pelos cinturões do IBF e do The Ring; Final da World Boxing Super Series |
| 24  | Win       | 24–0    | Kiryl Relikh        | TKO  | 6 (12), 1:36  | 27 de abril de 2019     | Cajundome, Lafayette, Louisiana, U.S.                       | Ganhou o cinturão da WBA; Semi-Final da World Boxing Super Series                                 |
| 23  | Win       | 23–0    | Terry Flanagan      | UD   | 12            | 27 de outubro de 2018   | Lakefront Arena, New Orleans, Louisiana, U.S.               | Quartas de Final da World Boxing Super Series                                                     |
| 22  | Win       | 22–0    | Juan Jose Velasco   | TKO  | 8 (12), 1:59  | 14 de julho de 2018     | Lakefront Arena, New Orleans, Louisiana, U.S.               |                                                                                                   |
| 21  | Win       | 21–0    | Julius Indongo      | TKO  | 2 (12), 2:54  | 9 de março de 2018      | Mountain Grand, Deadwood, Dakota do Sul, U.S.               | Ganhou o cinturão vago da WBC                                                                     |
| 20  | Win       | 20–0    | Joel Díaz Jr.       | TKO  | 2 (10), 2:55  | 9 de junho de 2017      | Turning Stone Resort Casino, Verona, New York, U.S.         | Manteve o cinturão da NABF                                                                        |
| 19  | Win       | 19–0    | Wilfredo Buelcas    | KO   | 1 (10), 2:07  | 11 de fevereiro de 2017 | Hard Rock Hotel and Casino, Biloxi, Mississippi, U.S.       | Manteve o cinturão da NABF                                                                        |
| 18  | Win       | 18–0    | Luis Eduardo Florez | TKO  | 4 (10), 1:47  | 25 de junho de 2016     | Barclays Center, New York City, New York, U.S.              | Ganhou o cinturão vago da NABF                                                                    |
| 17  | Win       | 17–0    | Aaron Herrera       | KO   | 1 (10), 2:17  | 25 de março de 2016     | Buffalo Run Casino, Miami, Oklahoma, U.S.                   |                                                                                                   |
| 16  | Win       | 16–0    | Abel Ramos          | RTD  | 8 (10), 3:00  | 11 de dezembro de 2015  | Bayou City Event Center, Houston, Texas, U.S.               | Ganhou o cinturão vago da NABF                                                                    |
| 15  | Win       | 15–0    | Amos Cowart         | UD   | 8             | 7 de agosto de 2015     | Bally's, Atlantic City, New Jersey, U.S.                    |                                                                                                   |
| 14  | Win       | 14–0    | Abraham Alvarez     | TKO  | 1 (6), 1:28   | 17 de abril de 2015     | Mohegan Sun Arena, Montville, Connecticut, U.S.             |                                                                                                   |
| 13  | Win       | 13–0    | Héctor Velázquez    | TKO  | 5 (8), 2:59   | 9 de janeiro de 2015    | Morongo Casino, Cabazon, Califórnia, U.S.                   |                                                                                                   |
| 12  | Win       | 12–0    | Jeff Humphries      | KO   | 1 (6), 1:43   | 6 de novembro de 2014   | Evangeline Downs, Opelousas, Luisiana, U.S.                 |                                                                                                   |
| 11  | Win       | 11–0    | Mario Hermosillo    | TKO  | 4 (6), 1:24   | 8 de outubro de 2014    | Beau Rivage, Biloxi, Mississippi, U.S.                      |                                                                                                   |
| 10  | Win       | 10–0    | Marteze Logan       | TKO  | 2 (4), 0:31   | 27 de junho de 2014     | Athletic Fencing Center, Houston, Texas, U.S.               |                                                                                                   |
| 9   | Win       | 9–0     | Aaron Anderson      | TKO  | 5 (6)         | 7 de junho de 2014      | Jackson County Civic Centre, Pascagoula, Mississippi, U.S.  |                                                                                                   |
| 8   | Win       | 8–0     | Felipe Reyes        | TKO  | 6 (6), 2:45   | 24 de abril de 2014     | Hilton Anatole, Dallas, Texas, U.S.                         |                                                                                                   |
| 7   | Win       | 7–0     | Miguel Alvarez      | TKO  | 3 (4), 2:59   | 30 de novembro de 2013  | Belle of Baton Rouge, Baton Rouge, Louisiana, U.S.          |                                                                                                   |
| 6   | Win       | 6–0     | James Harrison      | UD   | 6             | 3 de outubro de 2013    | Heritage Festival, Gretna, Luisiana, U.S.                   |                                                                                                   |
| 5   | Win       | 5–0     | Adauto Gonzalez     | UD   | 4             | 6 de junho de 2013      | Landmark Hotel, Metairie, Luisiana, U.S.                    |                                                                                                   |
| 4   | Win       | 4–0     | David Green         | TKO  | 2 (4), 2:59   | 10 de janeiro de 2013   | Bayou Event Center, Houston, Texas, U.S.                    |                                                                                                   |
| 3   | Win       | 3–0     | Anthony Little      | TKO  | 2 (4), 2:19   | 30 de novembro de 2012  | Conference Centre, Hurst, Texas, U.S.                       |                                                                                                   |
| 2   | Win       | 2–0     | Aaron Anderson      | KO   | 4 (4) 2:20    | 25 de agosto de 2012    | Charles T. Doyle Convention Center, Texas City, Texas, U.S. |                                                                                                   |
| 1   | Win       | 1–0     | Carl Almirol        | KO   | 1 (4), 2:01   | 28 de abril de 2012     | The Royal Palace, Houston, Texas, U.S.                      |                                                                                                   |